# Monardella saxicola
Monardella saxicola là một loài thực vật có hoa trong họ Hoa môi. Loài này được I.M.Johnst. mô tả khoa học đầu tiên năm 1919.